# Jean Shiley
Jean Shiley, född 20 november 1911 i Harrisburg, Pennsylvania, död 11 mars 1998 i Los Angeles, Kalifornien, var en amerikansk friidrottare.
Shiley blev olympisk mästare i höjdhopp vid olympiska sommarspelen 1932 i Los Angeles.